# Атланта (Мисури)
Атланта (енгл. Atlanta) град је у америчкој савезној држави Мисури.

## Демографија
По попису из 2010. године број становника је 385, што је 65 (-14,4%) становника мање него 2000. године.
| Група             | 2000.       | 2010.       |
| Белци             | 446 (99,1%) | 373 (96,9%) |
| Афроамериканци    | 0 (0,0%)    | 1 (0,3%)    |
| Азијати           | 0 (0,0%)    | 0 (0,0%)    |
| Хиспаноамериканци | 0 (0,0%)    | 1 (0,3%)    |
| Укупно            | 450         | 385         |